# Jhon Vélez
Jhon Jaider Vélez Carey (Barranquilla, 25 luglio 2003) è un calciatore colombiano, centrocampista dell'Atlético Junior.

## Carriera

### Club
Vélez è cresciuto nel settore giovanile del Barranquilla dove ha debuttato il 1º febbraio 2021 nell'incontro di Categoría Primera B perso 1-0 contro il Real Cartagena. Nel 2023 è stato acquistato a titolo definitivo dall'Atlético Junior ed il 19 febbraio ha esordito in Categoría Primera A contro il Deportivo Pasto.

### Nazionale
Nel gennaio del 2023, è stato incluso nella lista dei convocati della Colombia Under-20 per il campionato sudamericano organizzato in casa, dove ha raggiunto il terzo posto finale. Il 9 maggio seguente è stato convocato anche per il mondiale in Argentina.

## Statistiche
Statistiche aggiornate al 23 maggio 2024.

### Presenze e reti nei club
| Stagione        | Squadra         | Campionato      | Campionato | Campionato | Coppe nazionali | Coppe nazionali | Coppe nazionali | Coppe continentali | Coppe continentali | Coppe continentali | Altre coppe | Altre coppe | Altre coppe | Totale | Totale | Totale |
| Stagione        | Squadra         | Comp            | Pres       | Reti       | Comp            | Pres            | Reti            | Comp               | Pres               | Reti               | Comp        | Pres        | Reti        | Pres   | Reti   |        |
| --------------- | --------------- | --------------- | ---------- | ---------- | --------------- | --------------- | --------------- | ------------------ | ------------------ | ------------------ | ----------- | ----------- | ----------- | ------ | ------ | ------ |
| 2021            | Barranquilla    | B               | 23         | 0          | CC              | 4               | 0               |                    | -                  | -                  |             | -           | -           | 27     | 0      |        |
| 2022            | Barranquilla    | B               | 21         | 0          | CC              | 1               | 0               |                    | -                  | -                  |             | -           | -           | 22     | 0      |        |
| 2023            | Atlético Junior | A               | 20         | 0          | CC              | 1               | 0               | CS                 | 1                  | 0                  |             | -           | -           | 22     | 0      |        |
| 2024            | Atlético Junior | A               | 5          | 0          | CC              | 0               | 0               | CL                 | 1                  | 0                  | SC          | 0           | 0           | 6      | 0      |        |
| Totale carriera | Totale carriera | Totale carriera | 69         | 0          |                 | 6               | 0               |                    | 2                  | 0                  |             | 0           | 0           | 77     | 0      |        |

## Palmarès

### Club

#### Competizioni nazionali
- Campionato colombiano: 1

Atlético Júnior: 2023 (Clausura)